# Stenhomalus kusakabeorum
Stenhomalus kusakabeorum là một loài bọ cánh cứng trong họ Cerambycidae.